# Bredasdorp
Bredasdorp ist eine Stadt in der Lokalgemeinde Cape Agulhas, im Distrikt Overberg der südafrikanischen Provinz Westkap. Die Stadt liegt 16 Kilometer westlich von Napier, 74 Kilometer südöstlich von Caledon und 75 Kilometer von Swellendam entfernt. 2011 hatte sie 15.524 Einwohner. Auf dem Weg zum südlichsten Punkt Afrikas, dem 30 Kilometer entfernten Kap Agulhas, kommt man gewöhnlich durch Bredasdorp, dessen Bahnhof auch den südlichsten Punkt des afrikanischen Eisenbahnnetzes bildet. Die Stadt ist Verwaltungsmittelpunkt der Region, in der die meisten Menschen von der Landwirtschaft leben.

## Geschichte
1833 beschloss die Niederländisch-reformierte Kirche in Swellendam, eine neue Gemeinde zu gründen, um die Bedürfnisse der Gemeindemitglieder zu erfüllen, die in den südlichen Bereichen der Gemeinde lebten. Der Standort des Kirchenneubaus wurde heftig diskutiert. Eine Gruppe bevorzugte den Bauernhof Lange Fontein, während die andere Gruppe den Bauernhof Klipdrift vorschlug. Es konnte kein Kompromiss gefunden werden, und so entstanden fast gleichzeitig zwei neue Dörfer, nur 16 Kilometer voneinander entfernt, nämlich Napier und Bredasdorp. 
Die Ortschaft wurde am 16. Mai 1838 gegründet und wurde erst 1917 zur Stadt erhoben. Benannt ist die Stadt nach Michiel van Breda (1775–1847), dem ersten Bürgermeister von Kapstadt im Jahre 1840. Er gehörte auch seit 1838 der Cape Legislative Assembly an.

## Wirtschaft
Bei Bredasdorp befindet sich die Denel Overberg Test Range des staatlichen Rüstungskonzerns Denel. Hier wurden und werden gemeinsam mit dem südafrikanischen Militär und internationalen Auftraggebern Testreihen von Geschossmunition, Marschflugkörpern und Raketen durchgeführt.
Der Ort ist außerdem Sitz der Kerzenfabrik Kapula.

## Sehenswürdigkeiten
- Shipwreck Museum, mit Strandgut und Überresten vor der Küste aufgelaufener Schiffe. Es ist dreigeteilt:[5]

das alte Pfarrhaus ist eingerichtet mit Strandgut von der nahegelegenen Küste, außerdem gibt es eine Sammlung von Zeitungsausschnitten
das Shipwreck Museum selbst in einer ehemaligen Kirche mit Kanonen, Porzellan, Münzen, Bullaugen, Schiffsglocken und anderem
das alte Kutschenhaus mit Kunstgegenständen, Scotch Carts (federlose zweirädrige Karren), pferdegezogenen Leichen- und Feuerwehrwagen
Museum und Pfarrhaus sind südafrikanische Nationaldenkmäler
- Heuningberg Nature Reserve, ein rund 800 Hektar großes Naturschutzgebiet mit vielen verschiedene Pflanzenarten, davon 270 endemisch, wie die rote Bredasdorp-Lilie (Cyrtanthus guthrieae)
- Geelkop Nature Reserve, 450 Hektar groß, ein privates Naturschutzgebiet. Der Name Geelkop (deutsch: „Gelbkopf“) bezieht sich auf die Vielzahl von gelbblühenden Pflanzen wie Leucadendron, die im Frühling die Hügel gelb färben.
- De Mond Nature Reserve, strandnahes Feuchtgebiet, mit Fynbos-Vegetation und zahlreichen Vogelarten

## Veranstaltungen
- Der Voet van Afrika oder Foot of Africa Marathon ist ein Marathonlauf, der seit Oktober 1978 jeden Oktober im Jahr gelaufen wird. Die Idee zu diesem Volkssportereignis wurde 1977 vom Bredasdorp Athletics Club geboren.[6]

## Persönlichkeiten
- Frans Malherbe (* 1991), Rugby-Union-Spieler